# Dominique Battini
Pour les articles homonymes, voir Battini.
Dominique Battini, né le 25 juillet 1963 à Corte (Haute-Corse), est un braqueur et membre présumé du gang de la brise de mer.

## Parcours
Durant les années 1980-1990, il aurait commis pour le compte de la Brise de Mer une douzaine d’attaques à main armée dans la région niçoise. Interpellé par l'anti-gang de Nice après l'attaque d'une agence du Crédit agricole, il est remis en liberté en attente de son procès, mais reste placé sous contrôle judiciaire. Ne se présentant pas à l'audience de son procès, il est alors condamné à 20 ans de réclusion criminelle par contumace le 20 octobre 1997 par la cour d'assises des Alpes-Maritimes pour « vol avec arme et association de malfaiteurs ».
En cavale, Battini  est soupçonné par la police d'avoir participé à quelques attaques de fourgons blindés à travers la France. Il est acquitté dans le procès de l'attaque d'un fourgon blindé à Toulouse, le 23 novembre 2001. En revanche, son ADN est retrouvé sur plusieurs pièces à conviction ayant servi dans l'attaque d'un fourgon blindé de la Brink's à Emerainville, le 23 mai 2002. Lors de cette attaque, 108 balles seront tirées par les malfaiteurs dont 13 sur le fourgon. Une course poursuite entre braqueurs et policiers à travers le Val-de-Marne et la Seine-et-Marne suivra cette attaque, sans qu'aucun braqueur ne soit interpellé en flagrant délit. Certaines personnes liées au crime organisé de la région de Grenoble seront surveillées par l'O.C.R.B et visées par ces investigations jusqu'en 2015. Lors du procès qui s'est tenu le 26 février 2010 à Melun, Battini est condamné à 15 ans de réclusion criminelle. Il a fait appel du jugement.

## Évasion de Ferrara
Dans la nuit du 12 mars 2003, un commando lourdement armé libère à l'explosif Antonio Ferrara, un braqueur italien emprisonné à la Maison d'arrêt de Fresnes. L'individu qui a posé le pain d'explosif sur la porte de la maison d'arrêt est blessé dans l'opération et laisse plusieurs taches de sang sur les lieux. Des prélèvements ADN sont effectués  sur ces taches de sang et identifient Dominique Battini. 
Battini est interpellé le 22 décembre 2003 par l'O.C.R.B à Boulogne-Billancourt, après six ans de cavale.
Lors du procès de l'évasion de Ferrara de la prison de Fresnes entre octobre et décembre 2008, Battini avoue sa participation au commando sans donner d'autres noms. Il est condamné à 15 ans de prison pour sa participation par la cour d'assises de Paris le 18 décembre 2008. Il fait appel du jugement qui aura lieu en septembre 2010.
Battini est un « détenu particulièrement surveillé ». En 2010, il aurait tenté de s'évader.